# Monkman Provincial Park
Der Monkman Provincial Park ist ein 628,67 km² großer Provincial Park in der kanadischen Provinz British Columbia. Das Schutzgebiet wurde am 30. Juli 1981 eingerichtet und gehört zur Gruppe der größeren der Provinzparks in British Columbia. Im Jahr 2001 wurde das Schutzgebiet im Süden erweitert. Dabei kamen die Limestone Lakes und das obere Flusstal des Fontoniko Creek hinzu. Der Park wurde nach Alexander Monkman (1870–1941) benannt, ein Pionier und Händler, der der Volksgruppe der Métis angehörte.
Bei dem Park handelt es sich um ein Schutzgebiet der IUCN-Kategorie II (Nationalpark).

## Lage
Der Monkman Provincial Park befindet sich im Nordosten von British Columbia. Der Hauptkamm der Hart Ranges, ein Teil der kanadischen Rocky Mountains, verläuft durch den Südwesten des Schutzgebiets. Der Murray River, ein Zufluss des Peace River, entspringt im Südosten des Parks und entwässert einen Großteil des Gebietes nach Norden. In seinem Verlauf durch den Park stürzt der Fluss an den Kinuseo Falls, einem Kaskadenwasserfall, über etwa 60 Meter. Den Kernbereich des Provinzparks bildet das Einzugsgebiet des Monkman Creek. Der äußerste Süden des Parks wird über den Herrick Creek, einen Zufluss des Fraser River, entwässert. Nordzentral im Park befindet sich der Monkman Lake. Im äußersten Westen erhebt sich der 2464 m Mount Vreeland mit dem an seiner Südflanke gelegenen Parsnip-Gletscher und dem östlich benachbarten Monkman-Gletscher. Im äußersten Süden erhebt sich der 2326 m Ice Mountain. Im Südosten des Parks liegen die Limestone Lakes. Entlang der südöstlichen Parkgrenze erheben sich der Weaver Peak und der Mount Bulley.
Der nördliche Parkteil liegt im südlichen Bereich des Tumbler Ridge UNESCO Global Geoparks.

## Natur und Fauna
Das Ökosystem von British Columbia wird mit dem Biogeoclimatic Ecological Classification (BEC) Zoning System in verschiedene biogeoklimatischen Zonen eingeteilt. Biogeoklimatische Zonen zeichnen sich durch ein grundsätzlich identisches oder sehr ähnliches Klima sowie gleiche oder sehr ähnliche biologische und geologische Voraussetzungen aus. Daraus resultiert in den jeweiligen Zonen dann auch ein sehr ähnlicher Bestand an Pflanzen und Tieren. Innerhalb dieser Systematik wird das Parkgebiet weitgehend der Sub-Boreal Spruce Zone teilweise aber auch der Engelmann Spruce – Subalpine Fir Zone und der Alpine Tundra Zone zugeordnet.
Im Schutzgebiet kommen verschiedene Landschaftstypen vor, darunter Bergwiesen, steile Berggipfel, bewaldete Täler, Wasserfälle und kristallklare Bergseen. Im Südwesten befinden sich mehrere Gletscher und Firnfelder. In dem Park leben zahlreiche Grizzlybären. Besucher und Wanderer sind angehalten, diese nach Möglichkeit nicht zu stören. Weiterhin leben im Park Schwarzbären, Schneeziegen, Karibu und Elche.  Außerdem können in den wärmeren Monaten Hirsche, Dickhornschafe, Wölfe, Fischermarder, Marder, Vielfraß, Murmeltiere, Hasen und das Gemeine Rothörnchen beobachten.

## Attraktionen
Die Hauptattraktion im Park ist der im äußersten Norden des Parks gelegene 60 m hohe Wasserfall Kinuseo Falls am Murray River.

## Zugang
Der Park ist üblicherweise von Mitte Mai bis Ende September geöffnet. Abhängig von den Wetterbedingungen kann die Saison auch früher beginnen bzw. später enden. Das Wetter in der Region ist im Sommer häufig kühl, nass und windig. Die Kinuseo Falls Road, eine sehr unebene Straße mit zahlreichen Schlaglöchern, führt vom Highway 52 von Norden her in den Park. Von Tumbler Ridge, dem nächsten Ort, sind es etwa 230 km Fahrtstrecke zu den Kinuseo Falls, wo die Zugangsstraße endet. Dort befindet sich ein Campingplatz. Innerhalb des Schutzgebietes gibt es 5 Stellen, an denen backcountry camping möglich ist.

## Aktivitäten
Vom Haupt-Campingplatz sind es 3 km Fußweg zu den Kinuseo Falls. Der Monkman Lake Trail bis zum Murray River Crossing (ein Weg: 7 km) bietet sich für Tageswanderungen an.